# ビリャソン
ビリャソン（スペイン語: Villazón）は、ボリビア南部の町。

## 概要
川をはさんだ対岸はアルゼンチンのラ・キアカである。大量の物資が北に運ばれる、貿易の要衝である。

## 交通
この町からボリビアに入国する観光者も多い。鉄道は「南部急行」とそれより若干安い「ワラ・ワラ・デル・スール」がトゥピサ、ウユニ、オルロ方面に運行している。路線バスのターミナルでもある。